# Cathédrale Saint-Paul de Birmingham
Cette  cathédrale n’est pas la seule cathédrale Saint-Paul.
La cathédrale Saint-Paul (en anglais : Cathedral of Saint Paul in Birmingham) est la cathédrale catholique du diocèse de Birmingham aux États-Unis dans l'Alabama. Elle se trouve dans le centre-ville de Birmingham. Cet édifice de style néogothique anglais est inscrit au Registre national des lieux historiques. Les restes du père James Coyle, assassiné en 1921 par un membre du Ku Klux Klan, vont être bientôt transférés du cimetière d'Elmwood, où ils se trouvent, pour reposer dans la crypte de la cathédrale.
La cathédrale est consacrée à l'apôtre Paul.

## Historique

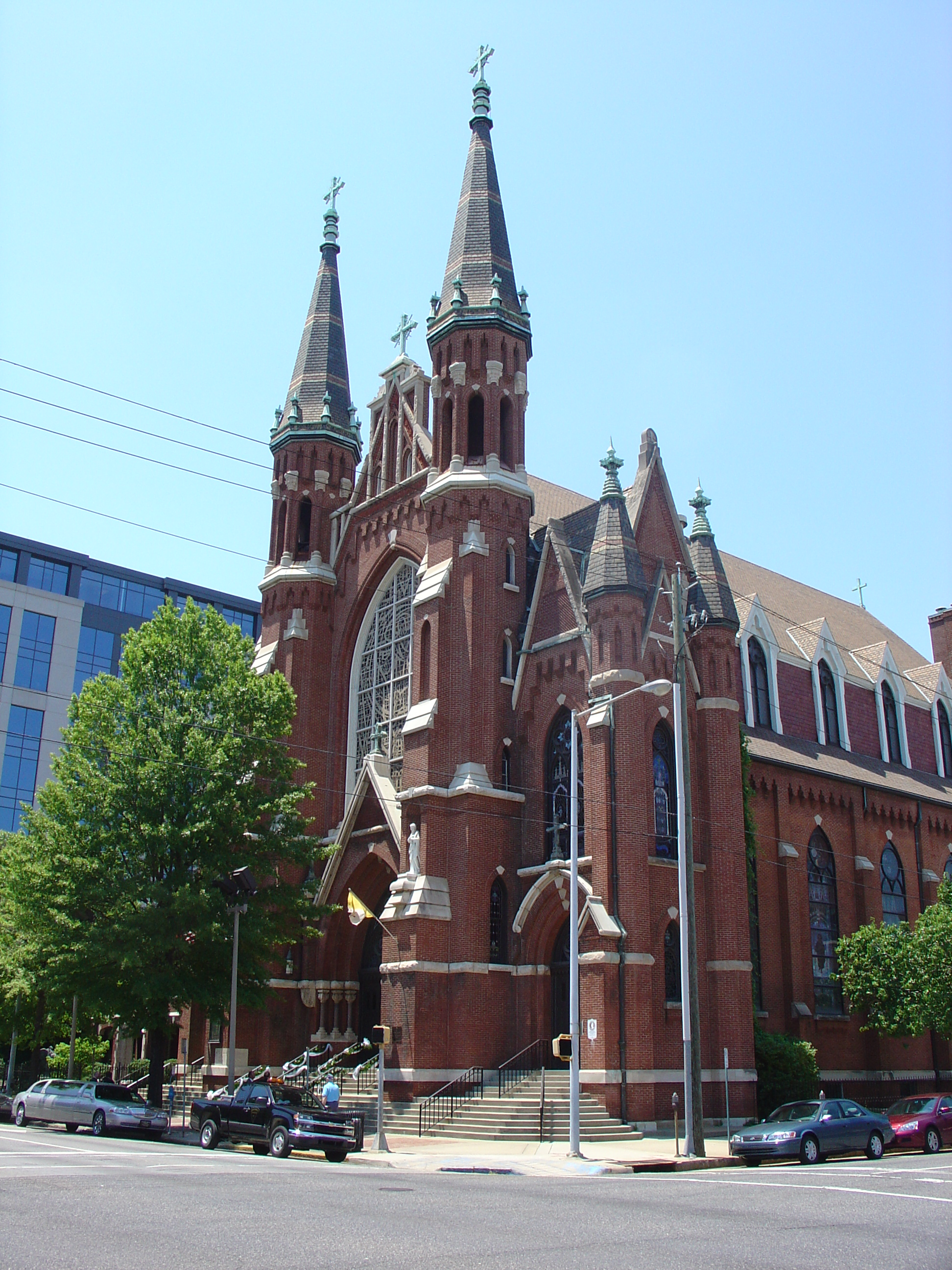
Façade de la cathédrale

Ce majestueux édifice de briques rouges remplace une petite église adjacente de bois construite en 1871. La première pierre est bénite le 11 juin 1890 et l'église est consacrée le 30 octobre 1893. Elle a été restaurée en 1955, en 1972 (pour se conformer aux normes post-conciliaires), et en 1992 pour la préparation de son centenaire.
Elle mesure 98 pieds de largeur et 140 pieds de longueur et ses deux flèches octogonales s'élèvent à 183 pieds. Son plan est de type basilical avec une abside semi-circulaire. Elle est réputée pour ses vitraux, dont les dix de la nef ont été récemment restaurés. On remarque ceux représentant le Sacré-Cœur de Jésus, l'Immaculée Conception ou l'Assomption de Marie. Un autre représente saint Paul avec son épée, au mur du milieu de la nef, tandis que le vitrail de saint Jean lui fait face. D'autres représentent saint Patrick, saint Jean Berchmans (canonisé peu avant la consécration de la cathédrale), le Bon Pasteur, la Sainte Famille. Ailleurs d'autres vitraux représentent des scènes de la vie de Jésus.
Les statues d'anges flanquant l'autel de marbre datent de 1905.
L'orgue actuel issu de la maison Moller date de 1986.
L'église Saint-Paul a été choisie comme cathédrale du nouveau diocèse de Birmingham érigé en 1969, recevant son territoire du diocèse de Mobile-Birmingham.
Le premier évêque, Mgr Vath, à la tête du diocèse jusqu'à sa mort en 1987, y repose du côté ouest de la cathédrale. L'évêque actuel est Mgr Robert Baker, installé le 2 octobre 2007.

## Illustrations

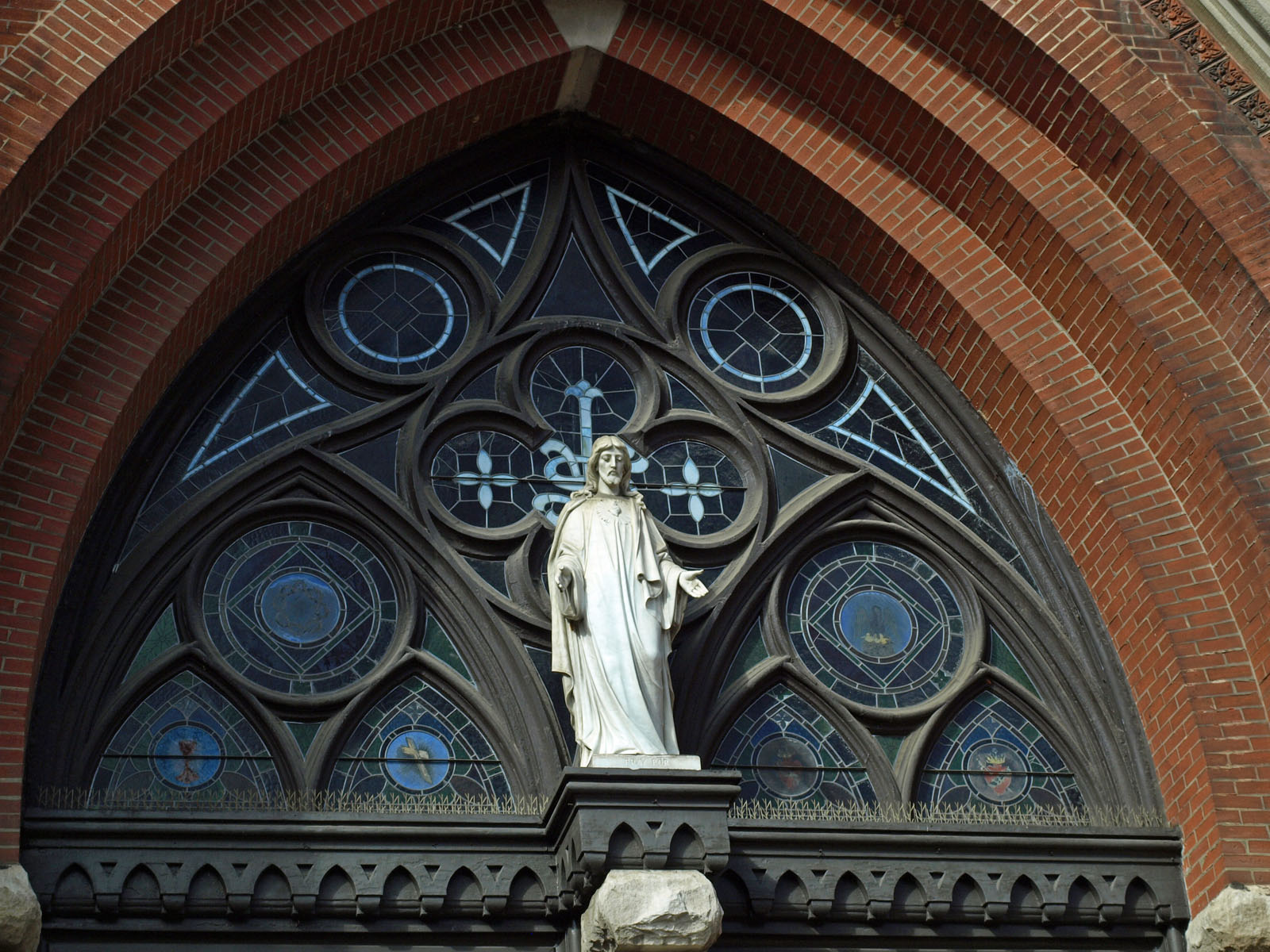
Statue du Christ au-dessus du portail.
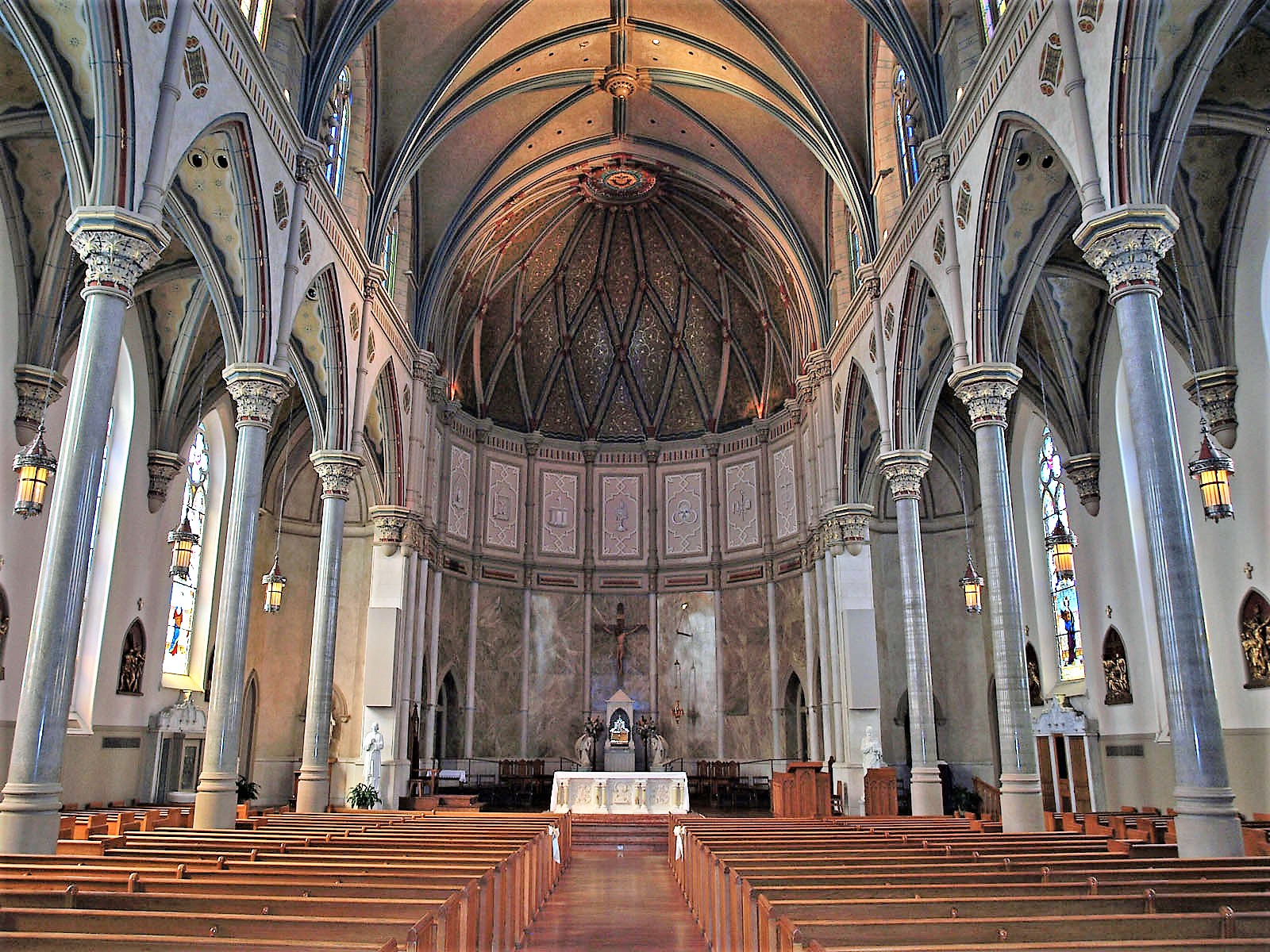
Intérieur de la cathédrale.
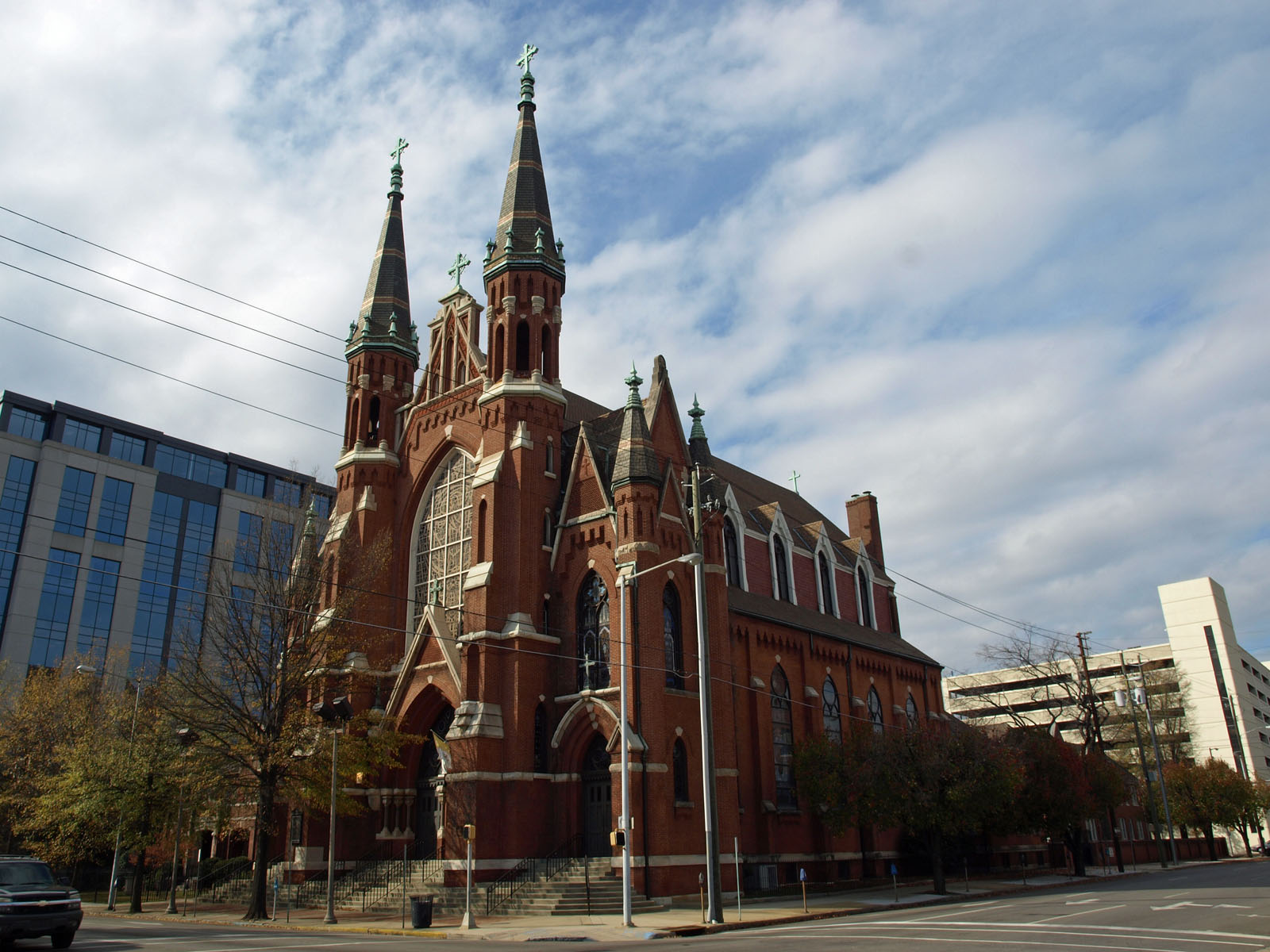
Vue générale de la cathédrale.

## Source
- (en) Cet article est partiellement ou en totalité issu de l’article de Wikipédia en anglais intitulé « Cathedral of Saint Paul (Birmingham, Alabama) » (voir la liste des auteurs).